# Pichevenari
Pichevenari (em georgiano: ფიჭვნარი; romaniz.: Pičvnari; lit. "local de pinheiros") é um sítio arqueológico da Geórgia, situado na confluência dos rios Choloqui e Ochecamuri, a cerca de 10 quilômetros da estância balneária de Cobuleti. Diz respeito a uma antigo assentamento do Reino da Cólquida, que eventualmente foi ocupado por comerciantes gregos no século V a.C.. É estudado por arqueólogos georgianos da Academia Nacional de Ciências da Geórgia desde os anos 1960. Nos anos 1998-99, escavações anglo-georgianas foram realizadas no sítio.